# Pachodynerus nasidens
Pachodynerus nasidens (лат.) — вид одиночных ос из семейства Vespidae. Неотропика и Океания.
В Австралии этот вид зарегистрирован как фактор риска для безопасности полётов самолётов, поскольку трубки Пито авиалайнеров и истребителей представляют собой привлекательное место для гнездования этих ос.

## Распространение
Встречается в Северной Америке, Центральной и Южной Америке, а также распространился в результате инвазии на острова Океании (Микронезия, Полинезия, Гавайи), а также в Японию. В 2010 году обнаружен в Австралии. Самый широко распространённый вид рода Pachodynerus.

## Описание
Длина переднего крыла у самок 7—9 мм, а у самцов 6—8 мм. Окраска тела в основном чёрная с желтоватыми отметинами и брюшными полосами, начинающимися на втором тергите брюшка Т2.
Pachodynerus nasidens хорошо известен как инквилиновый вид, использующий брошенные или пустые гнезда других ос, а также искусственные полости (например, оконные щели, замочные скважины, электрические розетки), причем полностью построенные гнезда этого вида встречаются редко. В США этот вид известен как «оса замочных скважин» («keyhole wasp»). Она также гнездится в земле и строит гнезда из грязи, прикрепленные к растениям: такая пластичность гнездового поведения позволяет виду адаптироваться к новым возможностям для гнездования в новых условиях.
В Брисбене (Австралия) вид Pachodynerus nasidens был обнаружен в 2010 году во время плановой карантинной проверки в порту, а через два года впервые замечен в аэропорту Брисбена, где зарегистрирован как фактор риска для безопасности полётов самолётов, поскольку трубки Пито самолета представляют собой привлекательное место для гнездования этих ос.

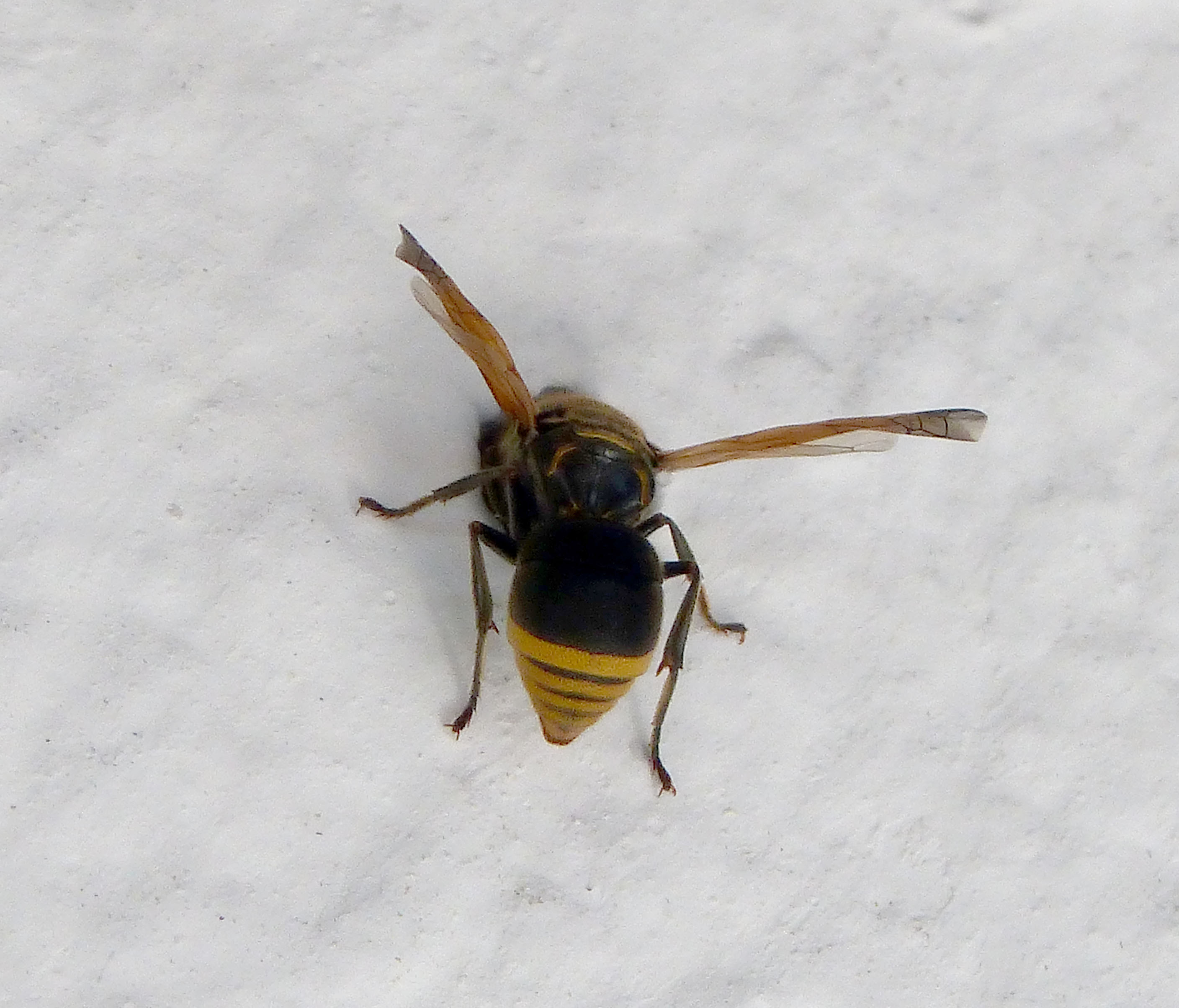
Pachodynerus nasidens
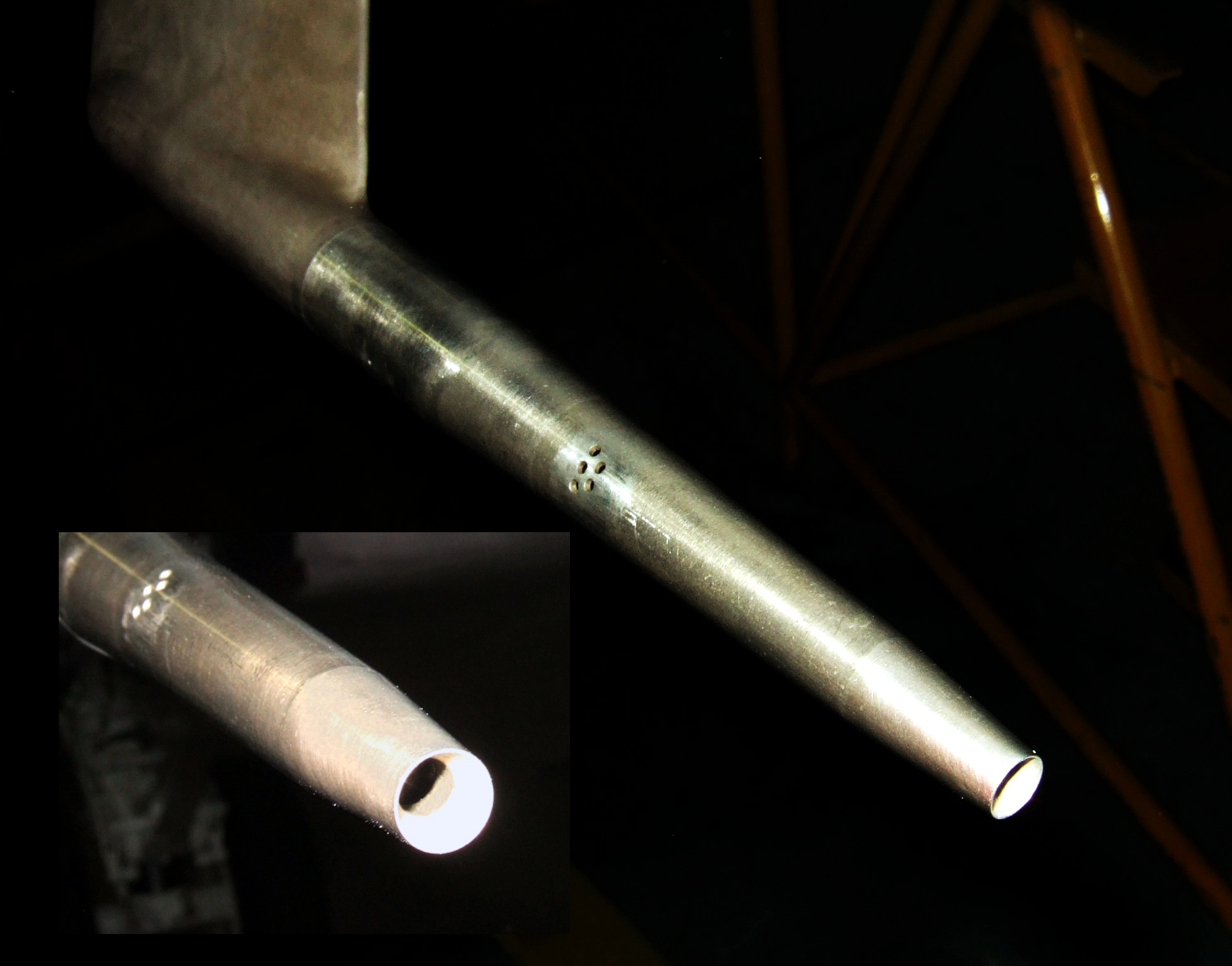
Трубки Пито истребителя F/A-18, привлекающие ос

Pachodynerus nasidens — инквилин в выведенных из строя ячейках гнезда Sceliphron assimile Dahlbom (Sphecidae) и Eumenes colona Saussure (Eumenidae) на Ямайке. В зоне распространения своих хозяев он практически не встречается там, где основные водные ресурсы, а также листогрызущие, цветоядные или листогрызущие гусеницы на кустарниках находятся на расстоянии более 80 м от места гнездования. Использование хозяев сокращается там, где среднегодовое количество осадков составляет менее 1200 мм, а высота над уровнем моря — менее 100 м. В гнездах-ловушках его можно собрать только в затененных и (реже) частично затененных местах. Из шести других инквилинов, также обнаруженных в гнездах, только Trypoxylon texense Saussure (Sphecidae) был достаточно многочисленным, чтобы быть важным конкурентом для ячеек вида-хозяина, но, как показывают данные, его конкуренция была несущественной для Pachodynerus nasidens. Высокий процент смертности P. nasidens от Melittobia chalybti Ashmead (Eulophidae) не ограничивал использование клеток хозяина. Во время засухи плодовитость P. nasidens снизилась с 14,0 (± 2,9) до 7,0 (± 1,4) яиц на самку, что могло привести к локальному вымиранию и, следовательно, к низкому уровню использования ячеек хозяина. Засуха сокращает продолжительность жизни и скорость яйцекладки, но не влияет на скорость сбора провианта.